# Kålmott
Kålmott (Evergestis forficalis), är en fjäril i familjen Crambidae med ockragula framvingar med två bruna sneda tvärlinjer och en mörk skuggfläck vid diskfältets slut samt ett mörkt streck i framhörnet.
Kålmott har en vingbredd av 26-28 millimeter. Bakvingarna är mörkgröna med en mörk tvärlinje. Larverna som är gröna med vit sidolinje är skadedjur på kålsorter. Kålmott förekommer i Sverige upp till Västerbotten.